# یوکریت
یوکریت‌ها (انگلیسی: Eucrite) شهاب‌سنگ‌های سنگی اکندریتی هستند که بسیاری از آنها از سطح سیارک ۴ وستا سرچشمه می‌گیرند و بخشی از خانواده شهاب‌سنگ‌های شهاب‌سنگ اچ‌ئی‌دی هستند. آنها رایج‌ترین گروه اکندریتی با بیش از ۱۰۰ شهاب‌سنگ هستند.
یوکریت‌ها از سنگ بازالتی از پوسته ۴ وستا یا بدنهٔ مادری مشابه تشکیل شده‌است. آنها بیشتر از پیروکسن فقیر از کلسیم، پیژونیت و پلاژیوکلاز غنی از کلسیم (آنورتیت) تشکیل شده‌اند.
بر اساس تفاوت‌های ترکیب شیمیایی و ویژگی‌های کریستال‌های جزء، آنها به چند گروه تقسیم می‌شوند:
- "اوکریت‌های غیر تجمعی" رایج‌ترین نوع هستند و می‌توان آنها را بیشتر تقسیم کرد:
  - ""اوکریت‌های سری اصلی"" در نزدیکی سطح تشکیل شده‌اند و بیشتر تحت فشار نهشته‌های جدید پوشاننده سنگ‌پوشه برش سنگ‌شدگی هستند.
  - اوکریت‌های روند استنرن (Stannern) انواع کمیاب هستند.
  - گمان می‌رود که "اوکریت‌های روند نوئوو لاردو (Nuevo Laredo)" از لایه‌های عمیق‌تر پوسته ۴ وستا می‌آیند و یک گروه انتقالی به سمت اورکریت‌های تجمعی هستند.